# Арег (месяц)
Арег (арм. Արեգ) — восьмой месяц древнеармянского календаря. Арег имел 30 дней, начинался 9 марта и заканчивался 7 апреля.
Название месяца, которое в переводе обозначает «солнце», связано с именем одной из дочерей Айка Наапета. Этим же именем обозначался первый день каждого месяца, поскольку солярный культ в Древней Армении был самым распространённым.